# Fiat A.80
Il Fiat A.80 RC.41 "Nembo" era un motore aeronautico radiale 18 cilindri a doppia stella raffreddato ad aria sviluppato dall'azienda italiana Fiat Aviazione negli anni trenta ed utilizzato in numerosi velivoli a cominciare dal periodo prebellico fino alla fine della seconda guerra mondiale.

## Progettazione
Il motore Fiat A.80 venne progettato nel 1935 da Tranquillo Zerbi e da Antonio Fessia, contemporaneamente al Fiat A.74. Entrambi erano concettualmente derivati da modelli statunitensi (per l'A.80, il Pratt & Whitney R-1690 a singola stella ed R-1830 a doppia stella a 14 cilindri) di cui la Fiat aveva acquisito la licenza di costruzione, ma con numerose differenze progettuali (ad esempio nelle misure di alesaggio e corsa) e costruttive. Queste erano dovute sia dall'esigenza di semplificare la produzione, sia da quella di utilizzare materiali autarchici. L'A.80 era inteso essere destinato all'impiego sui bombardieri e sugli aerei da trasporto civili, mentre l'A.74, di diametro inferiore, era destinato all'impiego sui caccia.
Il motore venne omologato il 10 novembre 1937, dopo aver superato l'usuale prova di funzionamento per un ciclo di 150 ore consecutive al banco di prova. In condizioni operative però, dovendo usare i carburanti di scarsa qualità disponibili in tempo di guerra, nonostante numerose modifiche apportate nel corso della produzione, soffrì sempre di un'affidabilità minore rispetto al "fratello piccolo". Questo gli fece guadagnare una cattiva fama tra i piloti italiani (curiosamente non risultano lamentele, in questo senso, tra i piloti dell'Esercito imperiale giapponese che utilizzarono i bombardieri Fiat B.R.20 durante la Seconda guerra sino-giapponese). Ottima invece era considerata l'accessibilità meccanica per i lavori di manutenzione.

## Versioni
- A.80 RC.41 : versione principale caratterizzata da:
  - alettatura dei cilindri di tipo speciale a passo piccolo, distribuzione OHV 2 valvole per cilindro con valvole di scarico con inserto in sodio, corona di deflettori tra i cilindri per l'ottimizzazione del flusso dell'aria di raffreddamento.
  - preriscaldatore della miscela
  - riduttore epicicloidale ad ingranaggi conici con rapporto di riduzione di 0,625:1 al riduttore dell'elica
  - regolatore per la variazione automatica del passo dell'elica in volo.
  - quota di ristabilimento della potenza a 4 100 metri.
- A.80 RC.20 : versione prodotta in un minore numero di esemplari, caratterizzata da:
  - potenza al decollo di 1 200 CV
  - rapporto di compressione 7:1
  - peso a vuoto di 742 kg
  - quota di ristabilimento della potenza a 2 000 metri.

La produzione totale di unità, in entrambe le sue versioni, ammontò a circa 2 000 esemplari.

## Velivoli utilizzatori
Italia
- Aeronautica Lombarda A.R.
- AUT 18
- Breda Ba.65 A.80
- Breda Ba.82
- CANT Z.506B
- CMASA B.G.A.
- Caproni Ca.135bis
- Fiat B.R.20
- Fiat G.18V
- Savoia-Marchetti S.M.79B
- Savoia-Marchetti S.M.87